# Gerana Damulakis
Gerana Costa Damulakis é uma crítica literária e escritora brasileira,  imortal da Academia de Letras da Bahia, Cadeira 29,  bacharela em química pela Universidade Federal da Bahia e especialista em Plásticos y Caucho pelo Instituto Juan de la Cierva e em Ressonancia Magnética del Carbono 13 pela Universidad Autónoma de Madrid.

## Biografia
De origem grega, é filha de Gerácimo Júlio Damulakis e  d. Eliana Costa Damulakis.
Graduada em Química (Bacharelado) pela Universidade Federal da Bahia, pós-graduada em Plásticos y Caucho pelo Instituto Juan de la Cierva e em Ressonancia Magnética del Carbono 13 pela Universidad Autónoma de Madrid.
Foi colaboradora do suplemento Cultural do jornal A Tarde entre 1993 e 2003 onde assinou a coluna semanal Leitura Crítica no Caderno e a coluna semanal Olho Crítico no jornal Tribuna da Bahia.
Criou, com Hélio Pólvora, a Editora Mythos, quando editaram os títulos: Atelier de Poesia (1995), do poeta Daniel Cruz e Três Histórias de Caça e Pesca (1996), de Hélio Pólvora.
Entre suas obras encontram-se:
- Guardador de Mitos. Salvador: Edição do Autor, 1993.
- Sosígenes Costa – o poeta grego da Bahia. Salvador: Empresa Gráfica da Bahia; Fundação Cultural do Estado da Bahia, 1996. Selo As Letras da Bahia.
- O Rio e a Ponte – À Margem de Leituras Escolhidas. Salvador: Secretaria de Cultura e Turismo, Fundação Cultural, EGBA, 1999. Coleção Selo Editorial Letras da Bahia, v. 48.
- Antologia Panorâmica do Conto Baiano: Século XX. Organização e introdução. Ilhéus, Ba: Editus, 2004.
- Conversas com Hélio Pólvora. Salvador: Quarteto, 2016.
- Antologia Nome de Mulher. Organização e introdução. Ilhéus, BA:Editus, 2017.[1][3][4]

Em 3 de setembro de 2015, tomou posse como imortal da Cadeira 29 da Academia de Letras da Bahia.
Presidiu o Arquivo da Academia no biênio 2019-2021.